# Empria pravei
Empria pravei is een vliesvleugelig insect uit de familie van de bladwespen (Tenthredinidae). De wetenschappelijke naam van de soort is voor het eerst geldig gepubliceerd in 1925 door Dovnar-Zapolskij.